# Distrito Escolar de Magnolia (California)
El Distrito Escolar de Magnolia (Magnolia School District) es un distrito escolar del Condado de Orange, California. Tiene su sede en Anaheim. El distrito gestiona escuelas primarias y sirve el oeste de la Ciudad de Anaheim y una parte de la Ciudad de Stanton. A partir de 2015 tiene 6.400 estudiantes (50% son estudiantes del idioma inglés con otros idiomas nativos) y 700 empleados. Los estudiantes se matriculan al Distrito Escolar Unificado de Preparatorias de Anaheim.